# If You're Feeling Sinister
《If You're Feeling Sinister》는 스코틀랜드 팝 그룹 벨 앤 세바스찬의 2번째 정규 음반이다. 영국에서는 독립 레이블 집스터 레코드에서 발매했고, 미국에서는 마타도어 레코드에서 발매했다. 이 밸범은 1996년에 발매하여 비평가들로부터 극찬을 받았다.

## 평론
《If You're Feeling Sinister》는 많은 찬사를 받았다. 피치포크 미디어는 이 앨범은 1990년대 100대 앨범중 14위에 선정했다. 후에 피치포크의 독자들은 1996년에 이후 31번째 훌륭한 앨범으로 꼽았다. 롤링 스톤은 이 앨범을 90년대의 100대 앨범중 75번째에 선정했고, 반면 스핀은 지난 25년간 훌륭한 125개의 앨범중 59번째로 이 앨범을 포함시켰다. 《If You're Feeling Sinister》는 《죽기 전에 꼭 들어야 할 앨범 1001》이라는 책에 포함되기도 했다.
2007년에 Scott Plagenhoef는 33⅓이라는 시리즈에서 이 음반에 대해 책을 썼다.

## 트랙 리스트
전체 작사·작곡: 스튜어트 머독
| #            | 제목                                 | 재생 시간 |
| ------------ | ------------------------------------ | --------- |
| 1.           | 〈The Stars of Track and Field〉     | 4:48      |
| 2.           | 〈Seeing Other People〉              | 3:48      |
| 3.           | 〈Me and the Major〉                 | 3:51      |
| 4.           | 〈Like Dylan in the Movies〉         | 4:14      |
| 5.           | 〈The Fox in the Snow〉              | 4:11      |
| 6.           | 〈Get Me Away from Here, I'm Dying〉 | 3:25      |
| 7.           | 〈If You're Feeling Sinister〉       | 5:21      |
| 8.           | 〈Mayfly〉                           | 3:42      |
| 9.           | 〈The Boy Done Wrong Again〉         | 4:17      |
| 10.          | 〈Judy and the Dream of Horses〉     | 3:40      |
| 총 재생 시간 | 총 재생 시간                         | 41:17     |

## 참여 인원
- 스튜어트 머독 - 보컬, 기타
- 스튜어트 데이비드 - 베이스
- 이소벨 캠벨 - 첼로, 보컬
- 크리스 게디스 - 키보드
- 리처드 콜번 - 드럼
- 스티비 잭슨 - 기타, 보컬
- 사라 마틴 - 바이올린)
- 믹 쿡 - 트럼펫